# 月神楽
『月神楽』（つきかぐら）は、2007年12月21日にStudio e.go!から発売された18禁シミュレーションRPGである。Studio e.go!10周年作品シリーズの1つで、特別版にはシリーズ作『鬼神楽』『夏神楽』が同梱されている。

## 概要
神職系退魔師と妖怪・西洋妖魔の戦いを描いた現代ファンタジー作品である。ゲームはADV主体の「昼間パート」とシミュレーションバトル主体の「戦闘パート（夜）」、そして「治療パート」に分かれている。前作の「治療パート（朝）」 は「戦闘パート」で巫女キャラクターが敗れた場合にのみ発生する。

### 戦闘パート
スクウェアマップを用い、「敵の全滅」及び「全ての霊脈の確保（占領）」を勝利条件としたタクティカルシミュレーションである。初期配置は一部マップを除いて主人公と巫女キャラクター2人の3人となっている。全てのキャラクターは移動とアクションを、順不同でそれぞれ1回ずつ行うことができる。味方キャラクターは戦闘行動及び呪符を利用した回復と味方妖怪の召喚によって戦うが、召喚には霊力または呪符の消費が必要となっており、召喚した味方妖怪は味方キャラクター戦闘行動と必殺技しか使えない。また、味方妖怪しか利用できない技もある。必殺技等には霊力が必要となっているが、その回復量は確保してある霊脈の数に比例する。敵の初期配置はマップで固定であるが、敵の霊脈からは新たな敵が出現し、霊脈の上ではユニットの体力を一定量回復できるため、霊脈を上手に確保しつつ戦うことが勝利への鍵となる。
味方妖怪は前作まではシナリオに応じて増えていったが、今回からは捕縛して契約することで召還可能となる。最初は理性を失った状態でマップ上をさ迷っており、場合によってはダメージを与えて行動不能にする必要がある。契約は千蠱姫が行うため、次の戦いから召喚可能となる。
ユニットの向きなどによって敵に与えるダメージは変動するが、クリティカルヒットのようなランダム要素はなく、同一条件であれば必ず同じ結果が生じる。このような仕様により、先読みがしやすく、戦闘の結果を予想することができる。味方キャラクター・味方妖怪にはそれぞれレベルが存在し、敵を倒すといった戦闘行動やマップクリアボーナスにより経験値を得て成長する。

## ストーリー
国内有数の霊山王臨山では、山を守護する月杜神社と王臨山の支配を狙う媛巫女千蟲姫率いる妖怪たちとの間で争いが続いていた。ある日、いつものように戦っていた千蟲姫の配下である飛天丸と月杜神社の巫女姉妹清家穂乃香・澄佳は突然、空飛ぶ幽霊船に乗った異国の妖魔に襲われる。飛天丸らは急遽手を組み、妖魔の撃退に成功する。その後の話し合いの結果、2つの勢力は一時休戦して共同戦線を張り、この異国から来た敵と戦う。

## キャラクター

### 妖怪陣営
飛天丸（ひてんまる）
声 - 秋原葉
主人公で天狗と人間のハーフ。戦闘では常に般若の仮面をつけている。今よりかなり昔の生まれで、幼い頃は半妖ということで疎まれながらも人間の村で暮らしていた。村人の虐待が激しくなり死に掛けた際、偶然千蟲姫にその窮地を救ってもらい、彼女の配下として従うようになった。本名は捨てており、千蟲姫の手足となって働いている。天狗の血を引くために神通力の使い手であり、鯖が苦手である（食べることはおろか、見たり近づくこともタブー）。共同戦線を張った後は、月杜神社の動向を探るために藤原 晴彦（ふじわら はるひこ）を名乗り、転校生として潜入した学校で穂乃香のクラスメイトとして活動するが、人間の生活に長い間触れていなかったためか「コンビニ」等といったカタカナ語を中心に、常識外れなボケになってしまう面が散見される。
千蟲姫（ちむしひめ）
声 - 草柳順子
王臨山周辺の妖怪たちを取りまとめる媛巫女。通称「ちぃ様」。冷徹で傲岸で大胆不敵だが飛天丸に通称で呼ぶよう強要するなど、可愛らしい一面も持つ。ムカデの妖怪で、小さなムカデを利用することで普段の情報収集を行っていたが、神社との共同戦線の際に情報収集が足りなくなり、飛天丸を学校の生徒として潜り込ませた。はるか昔の生まれで、月から来た人間の血を引く月杜神社の巫女であったが、人間として生きていた時にこの地に住む龍に対抗するために蟲下ろしの儀を行い、体内に蟲（ムカデ）を宿すようになった。龍の封印が終わった後、妖怪として月杜神社から命を狙われ、以後は月杜神社打倒を目指して妖怪側で活動している。倒した妖怪の戦利品で呪符を作ってくれる。関連作品の神楽道中記にてゲスト出演も行っている

### 月杜神社
清家 穂乃香（せいけ ほのか）
声 - 芹園みや
月杜神社の巫女で清家姉妹の姉。王臨山を守護する清家一族の1人で、正統後継者でもある。ややおっちょこちょいではあるものの行動派で気配りの利く、優しい性格。天然ボケが激しく、当人にとって真剣でも実際にはボケになってしまう場面が多い。そのためか、美人であるにもかかわらずクラスではヒロインになりきれていない節が見受けられる。武器は巫女鈴で、これを媒体として自身の強力な霊力で攻撃する。月杜神社の修行の一環として冬の雪山で半年、無人の月面で半年間生き残るという非常に過酷な修行を経験しているが、それでも自分自身を失わない奥底での精神的強さも持っている。月の民であった千蟲姫の妹の遠い子孫で、相棒の肉体に降ろした蟲を封じる膨大な霊力を秘めている。民俗学への興味が深く、澄佳の話ではその気になれば何日でも書物を読み込んでいられるらしい。ほんわかしたやや脱力気味の雰囲気のを持つが、いざと言うときの割り切りと思い切りの良さが強い。
清家 澄佳（せいけ すみか）
声 - 榎津まお
月杜神社の巫女で清家姉妹の妹。クールな性格で美人ということもあってか学園のヒロイン的存在となっているが、その性格ゆえに喧嘩になることも多い。姉と同じく霊力が高く、武器は扇で霊力によりその斬撃を飛ばすこともできる。退魔師としての修行の一環として妖怪の住む暗闇の洞窟に1週間放り込まれていたため、暗闇が苦手である。また、その際に感情を押し殺すことで乗り越えたため、美人ではあるが無愛想で感情の変化が少ない。自分のみが過酷な修行を体験したと思っていたため、姉が上記の過酷な体験をし、なおかつ感情を失わない強さを持っていると知るまでは姉の穂乃香を若干見下していた。一見上は姉の穂乃香と正反対の性格であるが、彼女のルートで「飛天丸と共に生きるために半妖となることを選ぶ」といった点など割り切りと思い切りの良さは共通している。

### 西洋妖魔
エーファ
声 - 茉莉奈
西洋妖魔らを束ねる魔女。西洋から日本にはるばるやってきて、この地に眠る龍の封印を利用してドラゴンの復活を狙う。
サキュパス
声 - 桜坂かい
エーファに従う妖魔の1人。人間とのハーフで飛天丸と似たような経緯を持っていたため、飛天丸に親近感を持っていた。エーファの望みにより感情移入を避けるため、個人を識別する名前は持っていない。
フェアリー
声 - 東かりん
ドッペルゲンガー
声 - 佐野赫

### サブキャラクター
佐藤 一郎
声 - 新田哲
天狗
声 - 風早祐介

## スタッフ
- 原画 - 山本和枝

## 主題歌
「月光〜君恋し夜〜」
作・編曲 - 不知火つばさ(Angel note) / 作詞・歌 - Riryka(Angel Note)

## 認証問題
本作は、不正防止用にライセンスコード発行のシステムを採用したが、発行元のStudio e.go!の解散により、それ以降はゲームをインストールしても発行元にアクセスできなくなっていたため、実質上ゲームをプレイできない事態が発生していた。しかし、2014年8月13日にはStudio e.go!の元スタッフらによって設立されたでぼの巣製作所がStudio e.go!の著作権を取得し、認証システムを復活させている。